# Região Geográfica Imediata de Valença (Rio de Janeiro)
A Região Geográfica Imediata de Valença é uma das 14 regiões imediatas do estado brasileiro do Rio de Janeiro, uma das 3 regiões imediatas que compõem a Região Geográfica Intermediária de Volta Redonda-Barra Mansa e uma das 509 regiões imediatas no Brasil, criadas pelo IBGE em 2017. É composta de 5 municípios.

## Municípios
| Região geográfica imediata            | Municípios                                                      | População Estimativa 2018 | Área (km²) |
| ------------------------------------- | --------------------------------------------------------------- | ------------------------- | ---------- |
| Região Geográfica Imediata de Valença | Miguel Pereira Paty do Alferes Rio das Flores Valença Vassouras | 175,258                   | 2 917 462  |